# Rugby Africa Bronze Cup 2017
La Rugby Africa Bronze Cup del 2017 fue la primera edición después de la reorganización la Africa Cup.
Las 6 selecciones calificadas para participar disputaron distintos torneos en la temporada pasada, Zambia descendió de la División 1B, Mauricio y Nigeria vienen de la División 1C, Ruanda de la segunda división, mientras que Argelia y Camerún volvieron a un torneo continental después de varios años de ausencia. Camerún fue suspendido por lo que hubo que modificar el calendario del grupo Norte que precisamente se iba a desarrollar en ese país.

## Equipos participantes
| - Selección de rugby de Argelia (Les Lionceaux) - Selección de rugby de Camerún (Indomitable Lions) suspendido - Selección de rugby de Nigeria abandonó | - Selección de rugby de Mauricio - Selección de rugby de Ruanda (Silverbacks) - Selección de rugby de Zambia |

## Grupo Norte
El grupo Norte se iba a celebrar en Yaundé, Camerún del 7 al 13 de mayo pero la unión camerunesa fue suspendida por Rugby Afrique. Esto obligó a un cambio en el calendario, de esta forma, Argelia y Nigeria iban a disputar una llave a dos partidos, con lugar y fechas a determinar. Más adelante, se confirma el abandono de la selección nigeriana, entonces Argelia sin disputar ningún partido por la serie pasó directamente a la final frente al ganador del Grupo Sur.

## Grupo Sur
Los partidos del grupo Sur se llevaron a cabo en las instalaciones de Lusaka Rugby Club de Lusaka, Zambia.

### Posiciones
| Pos. | Equipo   | Encuentros | Encuentros | Encuentros | Encuentros | Tantos  | Tantos    | Tantos     | Puntos Bonus | Puntos Totales |
| Pos. | Equipo   | jugados    | ganados    | empatados  | perdidos   | a favor | en contra | diferencia | Puntos Bonus | Puntos Totales |
| ---- | -------- | ---------- | ---------- | ---------- | ---------- | ------- | --------- | ---------- | ------------ | -------------- |
| 1    | Zambia   | 2          | 2          | 0          | 0          | 161     | 6         | + 155      | 2            | 10             |
| 2    | Ruanda   | 2          | 1          | 0          | 1          | 27      | 104       | - 77       | 1            | 5              |
| 3    | Mauricio | 2          | 0          | 0          | 2          | 15      | 93        | - 78       | 0            | 0              |

Nota: Se otorgan 4 puntos al equipo que gane un partido y 2 al que empate
Puntos Bonus: 1 punto por convertir 4 tries o más en un partido y 1 al equipo que pierda por no más de 7 tantos de diferencia
|  | Clasifica a la final |

### Resultados

#### Primera fecha
| 23 de abril | Zambia | 69 - 3  | Mauricio | Lusaka Rugby Club, Lusaka, Zambia |  |
|             |        | Reporte |          |                                   |  |

#### Segunda fecha
| 26 de abril | Mauricio | 12 - 24 | Ruanda | Lusaka Rugby Club, Lusaka, Zambia |  |
|             |          | Reporte |        |                                   |  |

#### Tercera fecha
| 29 de abril | Zambia | 92 - 3  | Ruanda | Lusaka Rugby Club, Lusaka, Zambia |  |
|             |        | Reporte |        |                                   |  |

## Final
| 4 de noviembre | Zambia | 25 - 30 | Argelia | Mufulira Leopards Rugby Club, Mufulira, Zambia |                               |
|                |        | Reporte |         | Asistencia: 3000 espectadores                  | Asistencia: 3000 espectadores |

| Bandera de Argelia            |
| Campeón de Bronze Cup Argelia |
| Primer título                 |